# 불교인권상
한국불교인권상은 불교인권위원회에서 제정한 상이며  매년 서울 조계사 대웅전에서 창립 기념법회에서 인권상을 시상한다. 북한의 조선불교도련맹은  "불교인권위원회는 1990년 불교계 최초로 설립된 인권단체로서 창립 이래 지금까지 사회적 약자와 소수자들을 대변해왔으며 사회의 민주화를 위해 용맹정진해 많은 성과를 이룩했다"며 "앞으로도 민족의 화해단합과 평화번영, 자주통일의 이정표인 판문점선언과 9월 평양공동선언 이행을 위한 실천행에 용맹정진하리라는 기대와 확신을 표명한다"는 내용으로 불교인권위원회의 28주년을 축하하는 전문을 보냈다.

## 역대 수상자
| 연도                | 수상자                                            | |
| ------------------- | ------------------------------------------------- | --- |
| 1992년 1회          | 박정기                                            | 박종철 부친 |
| 1993년 2회          | 윤석양 이병                                       | 군 양심선언자 |
| 1994년 3회          | 정해숙                                            | 전국교직원노동조합 위원장, 전교조 해직교사 1호 |
| 1994년 3회          | 서준식                                            | 인권운동사랑방 |
| 1995년 4회          | '주한미군 범죄근절을 위한 운동본부'               | 한국민의 인권과 민족자존을 위한 미군범죄 신고센터를 개설, 피해자들에 대한 법률상담과 함께 기지촌 여성의 인권보호를 위한 한미협정 개정 운동 |
| 1996년 5회          | 김창한 전국지하철협회 의장                        | |
| 2000년 6회          | 라창순 범민련 고문                                | |
| 2000년 6회          | 이성호 부산연합 의장                              | |
| 2001년 7회          | 박정숙                                            | 통일인사 |
| 2001년 7회          | 김선분                                            | 통일인사 |
| 2002년 8회          | 차수련 보건노련 위원장                            | 1987년 이후 우리나라 최초의 전국 산별노조인 보건의료노조의 첫 위원장으로 선출돼 지난 독재정권 아래서 투쟁했으며 지금은 민주노총 내 유일한 여성 산별연맹위원장으로 노동자의 정치세력화를 위해 노력 |
| 2003년 9회          | 단병호                                            | 민주노총 위원장 |
| 2003년 9회          | 무암마르 알 카다피                                | 리비아 혁명 지도자, 귀한 성품과 민주적이고 평등한, 보다 인간답게 잘 살 수 있는 행복한 사회건설을 주창하고 이를 실행하는 그 분의 진보적인 휴머니즘 사상에 신뢰와 존경을 표방 |
| 2004년 10회         | 정수일 (70·전 단국대 교수, 무하마드 깐슈)         | 국가보안법에 의해 교수직을 박탈당하고 감옥까지 갔지만 세계적으로도 일본과 중국에 이어 세번째 역주서인 〈혜초의 왕오천축국전〉과〈이븐 바두타 여행기〉를 번역한 것을 높이 평가 |
| 2004년 10회         | 고 허원근 일병(전국민족민주유가족협의회)          | 군대에서 의문사 |
| 2005년 11회         | 김지태 미군기지확장반대팽성대책위원회 위원장      | |
| 2006년 12회         | 한국대학생불교연합회                              | |
| 2006년 12회(공로패) | 부산 불교평화연대 상임대표 황정스님(황룡사 주지)  | 9월 남북 홍수피해 희생자의 위령대재를 봉행하고 북측에 옷 1만200여 점을 전달 |
| 2007년 13회         | 박석운 한국진보연대 상임운영위원장                | 사회진보연대 상임운영위원장, 한미자유무역협정(FTA) 반대, 비정규노동자 차별 철폐, 외국인노동자들의 노동권과 인권보호 운동 |
| 2008년 14회         | 각현 꽃마을 이사장                                | 1990년 의료법인 연꽃마을을 설립해 노인복지 증진 |
| 2009년 15회         | 박원순 희망제작소 상임이사                        | 인권변호사를 거쳐 참여연대와 아름다운가게, 아름다운재단과 희망과 대안 등 다양한 시민운동 |
| 2009년 15회         | 최상재 전국언론노동조합 위원장                    | SBS노조위원장과 PD협회 회장, 제5대 공정방송위원회 간사 등을 역임했으며 최근 정부와 한나라당의 ‘미디어법’ 개정에 대해 1만배 절하기 등으로 저지운동 |
| 2010년 16회         | 반도체 노동자의 건강과 인권지킴이 반올림          | '삼성 반도체 노동자 백혈병 의혹'을 제기, 피해 노동자의 산재신청, 치료비 후원, 전자산업의 위험성을 알리는 운동과 아시아 지역과의 연대회의, 국제 심포지엄 개최 등 전자산업에 종사하는 노동자의 안전한 일터라는 의제를 사회적으로 확산시킨 공로 |
| 2011년 17회         | 박경석 전국장애인차별철폐연대 상임공동대표        | |
| 2011년 17회         | 미셸 카이투라 서울경기 이주노동자 노동조합 위원장 | |
| 2012년 18회         | 묘법사                                            | 반행반전 운동을 비롯한 평화인권운동가. 1995년 광주 무등산에서 판문점까지 한반도 평화를 염원하는 평화행진을 한 이후 현재까지 국내외에서 평화운동을 진행하는 등 동아시아 평화를 염원하는 다양한 활동을 하며 과거 일본의 조선 주권침탈 행위에 대한 반성과 참회를 기반으로 일본 내 올바른 역사인식 확산에 기여해 오고 있으며, 매년 히로시마·나가사키 원폭 희생자 조선인 위령탑에서 위령제를 하고 있다. |
| 2013년 19회         | 밀양 송전탑 반대 대책위원회                       | |
| 2014년 20회         | 김철관 한국인터넷기자협회 회장                    | 일선 기자로서 직접 현장을 다니면서 사회의 어두운 구석을 고발하고 소외된 이웃을 대변해 왔다 거대 언론이 외면하는 세월호와 용산 참사, 밀양 송전탑 문제 등 약자의 소리를 적극적으로 알리고자 노력 |
| 2015년 21회         | 한국정신대문제대책협의회                          | ‘경계를넘어아시아여성들네트워크인’, ‘장애등급제ㆍ부양의무제폐지공동행동’ 등 3개 단체와 경합하여 24년간 일본군 위안부 문제에 대한 일본정부의 법적 책임 규명 등을 촉구하는 활동을 전개 |
| 2016년 22회         | 알리시아 모랄레스                                 | 쿠바국제우호협회(ICAP) 부대표로 빈민국서 인류애 실천 |
| 2017년 23회         | 임기란 민가협 전 의장                             | KBS<추적 60분> 조현웅·장민구 PD, 원불교성주성지수호비상대책위원회와 함께 최종 후보 |
| 2018년 24회         | 이석기 전 통합진보당 의원                         | 민족의 통일이라는 시대적 대원칙을 높이 받들고 부처님을 살해하려 했던 ‘데바닷타(Devadatta)’에게도 성불의 길을 열어주는 대승보살도의 실천이라는 데 합의 |
| 2019년 25회         | 권오헌 양심수후원회 명예회장                      | 양심수후원회 결성해 양심수 석방운동 |
| 2020년 26회         | 정상덕 원불교 교무                                | |